# Даманхур
Даманху́р (араб. دمنهور‎) — місто на півночі Єгипту, адміністративний центр провінції (мухафази) Бухейра.

## Географія
Розташоване за 160 км на північний захід від Каїру та за 70 км на південний схід від Олександрії, у західній частині дельти Нілу, на висоті 18 м над рівнем моря. Географічні координати: 31°03′ пн. ш. 30°28′ сх. д. / 31.050° пн. ш. 30.467° сх. д..

## Історія
У стародавньому Єгипті місто, відоме ще з додинастійних часів, було столицею 7 нома Нижнього Єгипту. Вважається першим містом у світі, у якому почали карбувати монети. Місто стояло на березі каналу, що з'єднував озеро Марьют з найзахіднішим рукавом Нілу. (Шампольйон, L'Egypte, vol. Ii. P. 249). Місто було присвячено староєгипетському богу Хора. У грецькі і римські часи місто називалося Гермополіс Мікра або Гермополіс Парва, що також давало йому асоціацію з Гермесом, що ототожнюється з єгипетським богом Тотом. В античні часи місто привертало увагу різних стародавніх географів, включаючи Стефана Візантійського, Страбона (xvii. p. 802) і Птолемея (iv. 5. § 46).
Населення Даманхуру становить 241 895 жителів (2006).

## Економіка
Завдяки розвиненому сільському господарству в провінції Бухейра, у Даманхурі розвинені промисловості, пов'язані із сільським господарством: очищення бавовни, переробка картоплі, збирання фініків.
Транспортний вузол. Текстильні, олійницькі підприємства. Килимарство. Великий ринок бавовни і рису.

## Видатні земляки
Ахмед Зевейл, що отримав Нобелівську премію з хімії у 1999 р., народився в Даманхурі у 1946 р.

## Видатні пам'ятки
- Мечеть Ат-Туба
- Мечеть Аль-Хабаш
- Опера Даманхура
- Муніципальна бібліотека

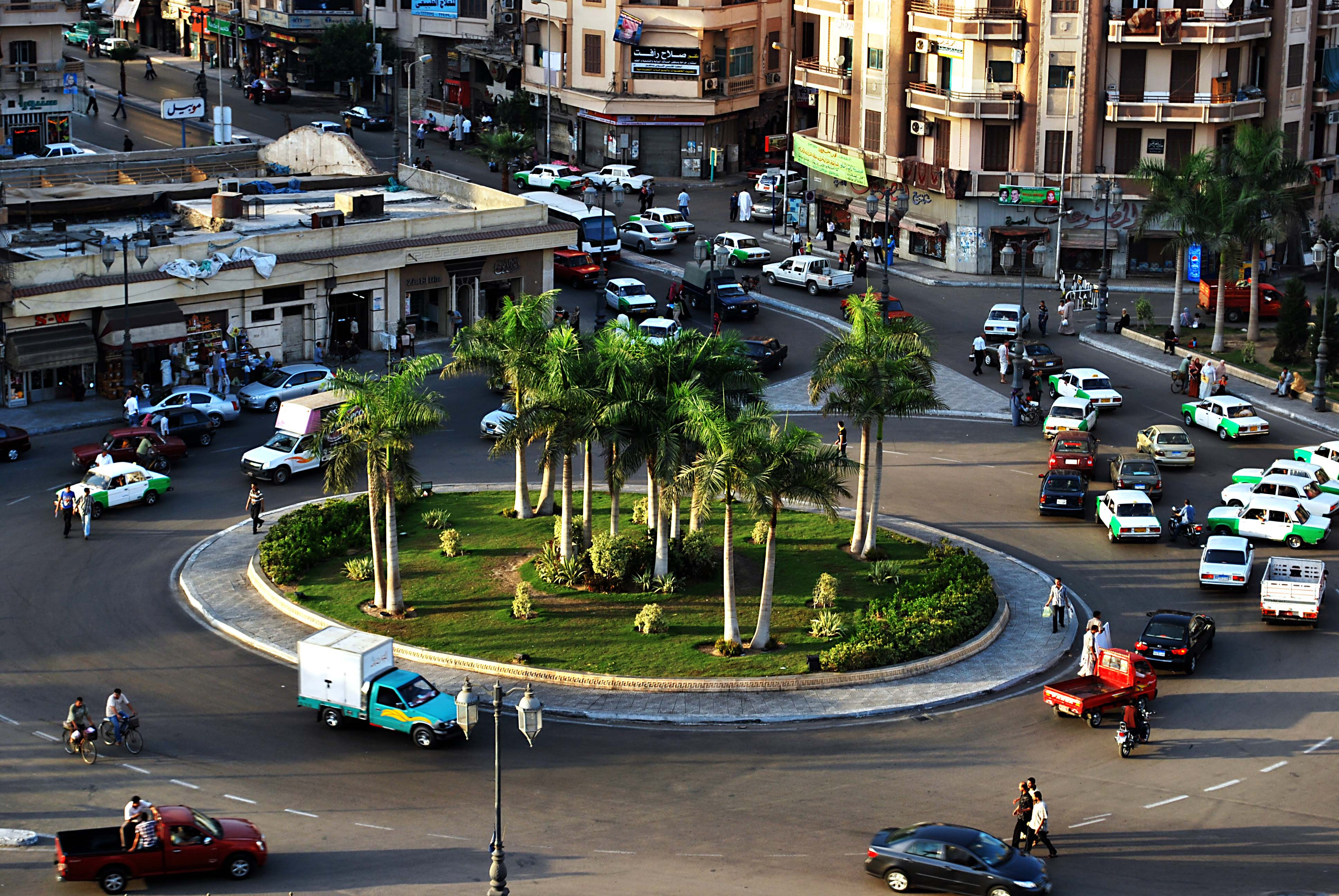
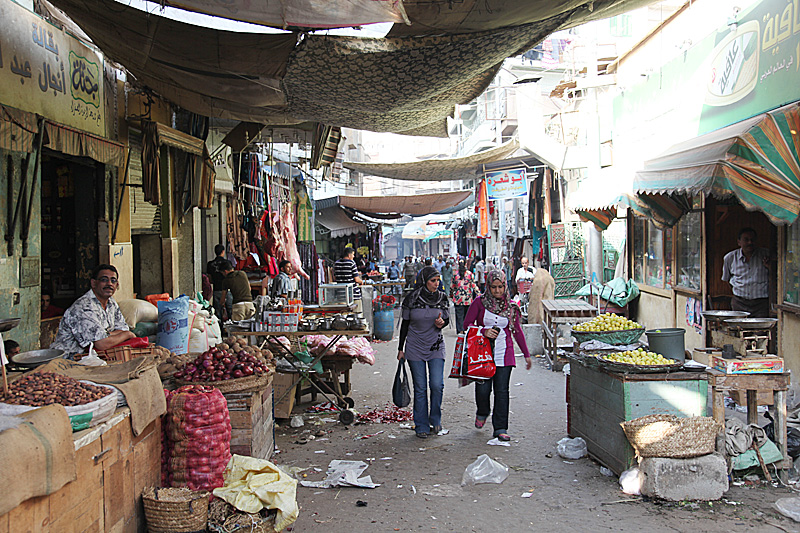
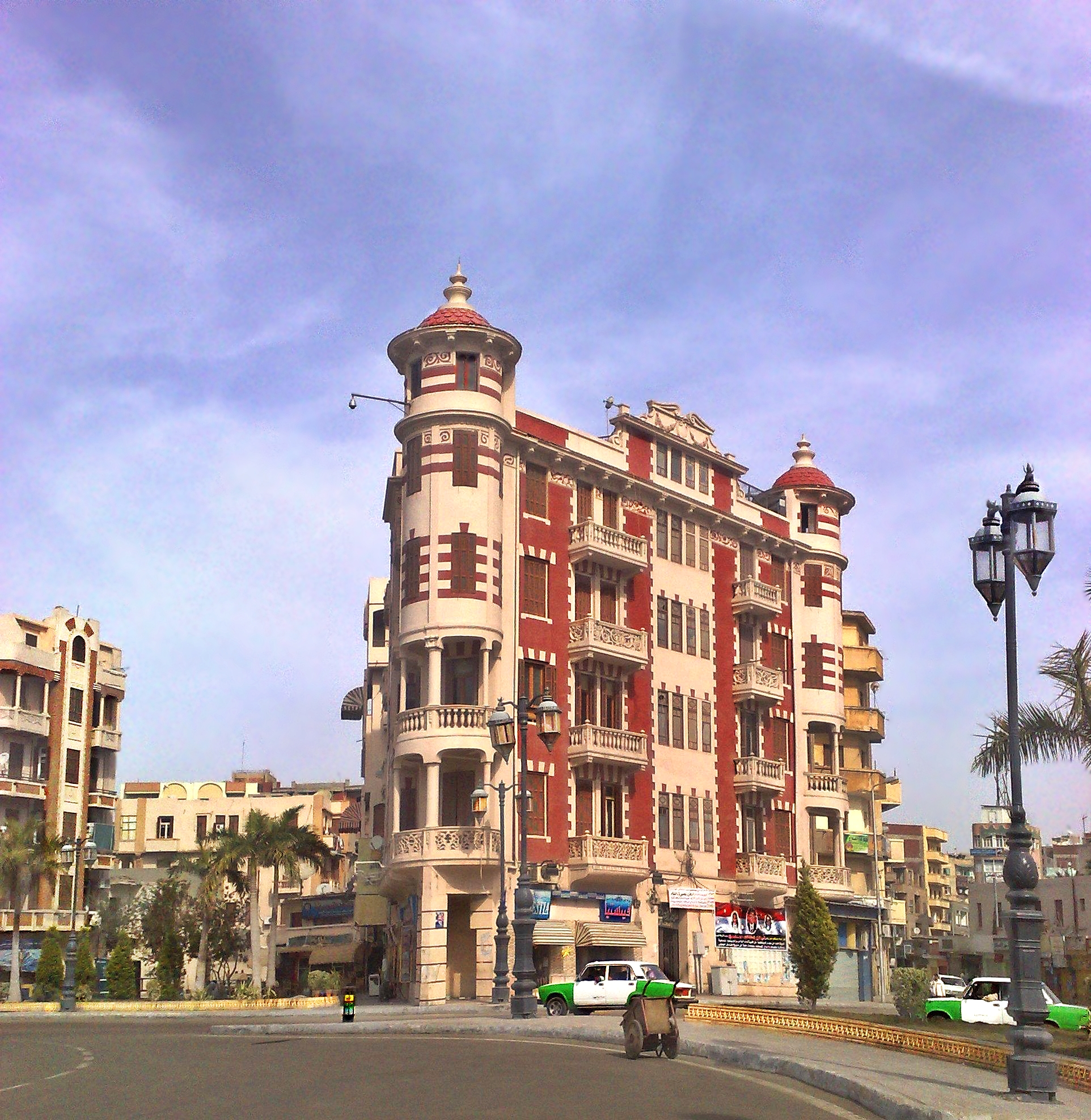
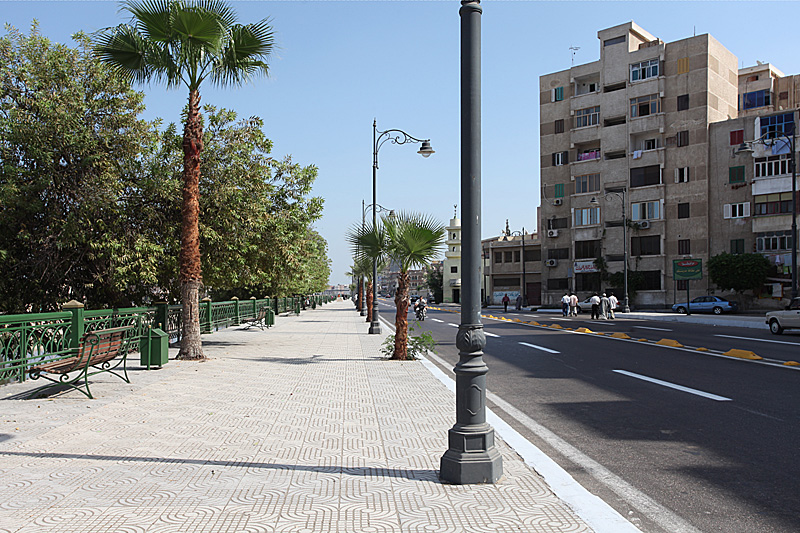
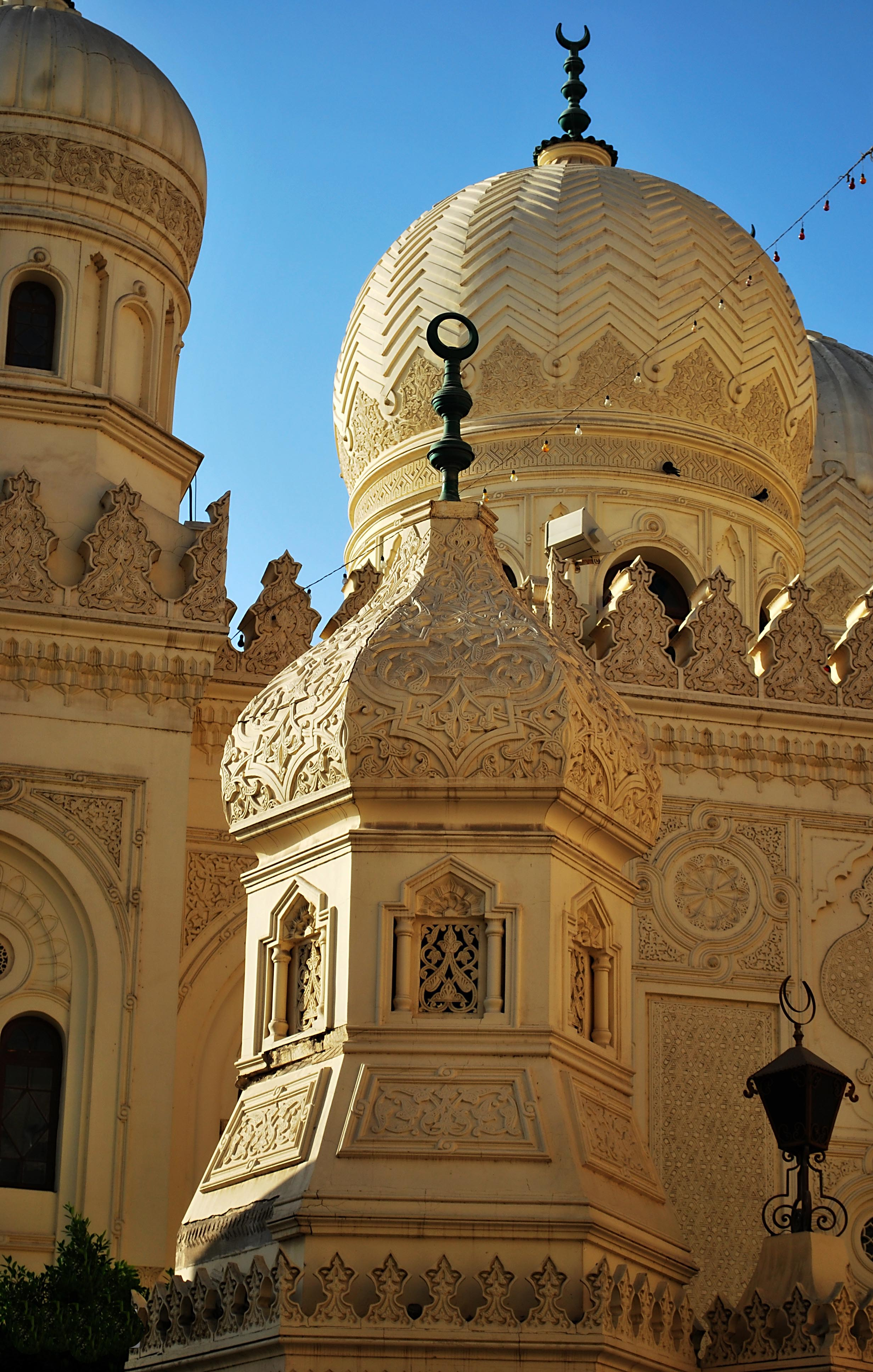
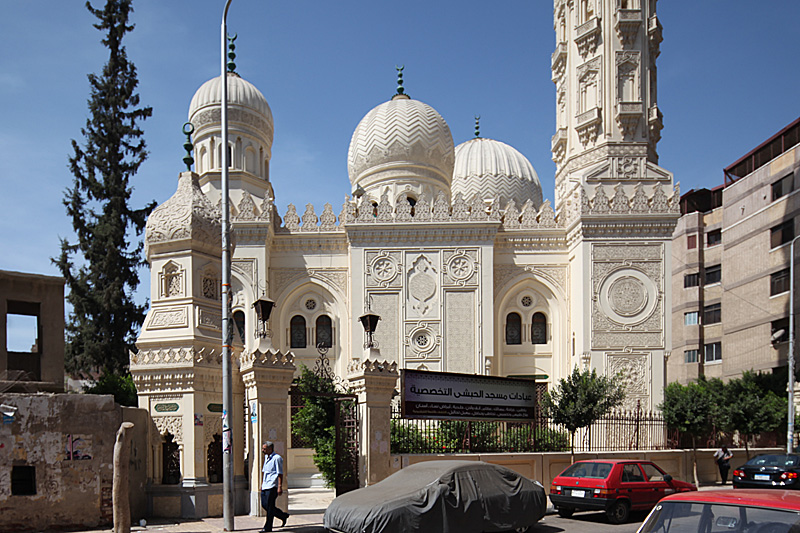
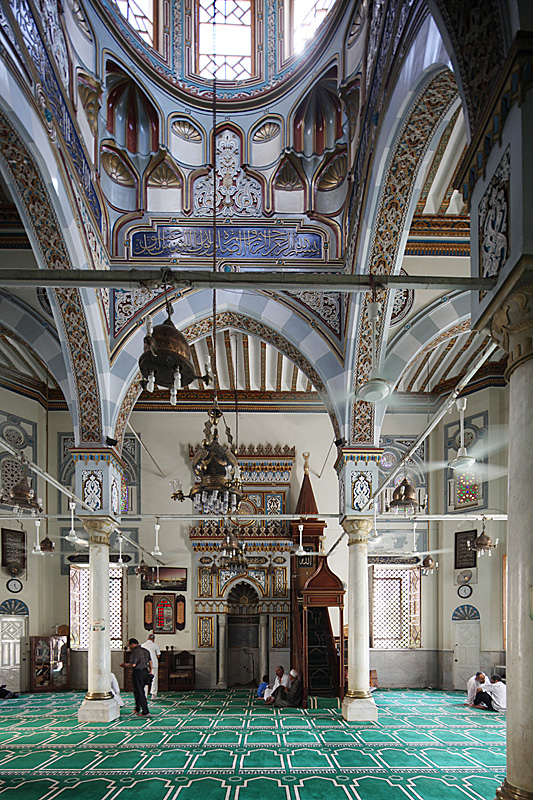
всередині мечеті